# Árbol de Diana

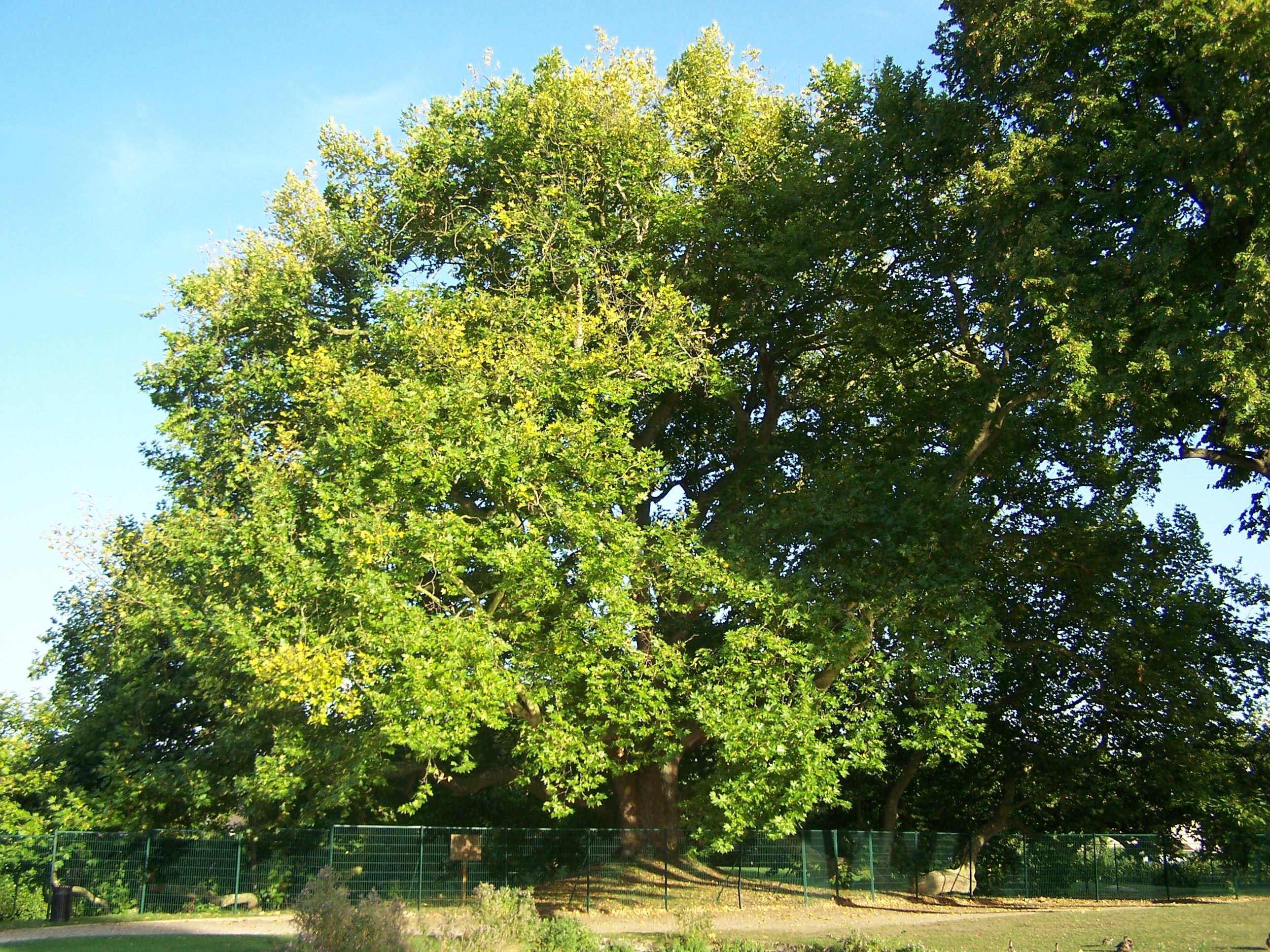
El Árbol de Diana

El Árbol de Diana es un plátano de sombra, de la variedad platanus × hispanica, situado en el Parque de Diana en la población de Les Clayes-sous-Bois, en el departamento francés de Yvelines.
Fue plantado hacia 1556 por Diana de Poitiers, la favorita del rey Enrique II de Francia.
Tiene una altura de 31 metros, su tronco tiene una circunferencia de más de ocho metros y, en su parte más ancha, de 43 metros.
En julio de 2000, fue clasificado como «Arbre remarquable de France» (árbol notable de Francia) por la asociación A.R.B.R.E.S. (Arbres remarquables, bilan, recherches, études et sauvegarde) (Árboles notables, evaluación, investigación, estudios y salvaguarda).